# Santana (album)
| Recensione              | Giudizio            |
| ----------------------- | ------------------- |
| AllMusic                | [ 5 ]               |
| Robert Christgau        | C-                  |
| Piero Scaruffi          | [ 7 ]               |
| Ondarock                | (Disco consigliato) |
| Dizionario del Pop-Rock | [ 9 ]               |
| 24.000 dischi           | [ 10 ]              |

Santana è l'album di debutto del gruppo musicale rock latino di San Francisco Santana, pubblicato nel 1969.

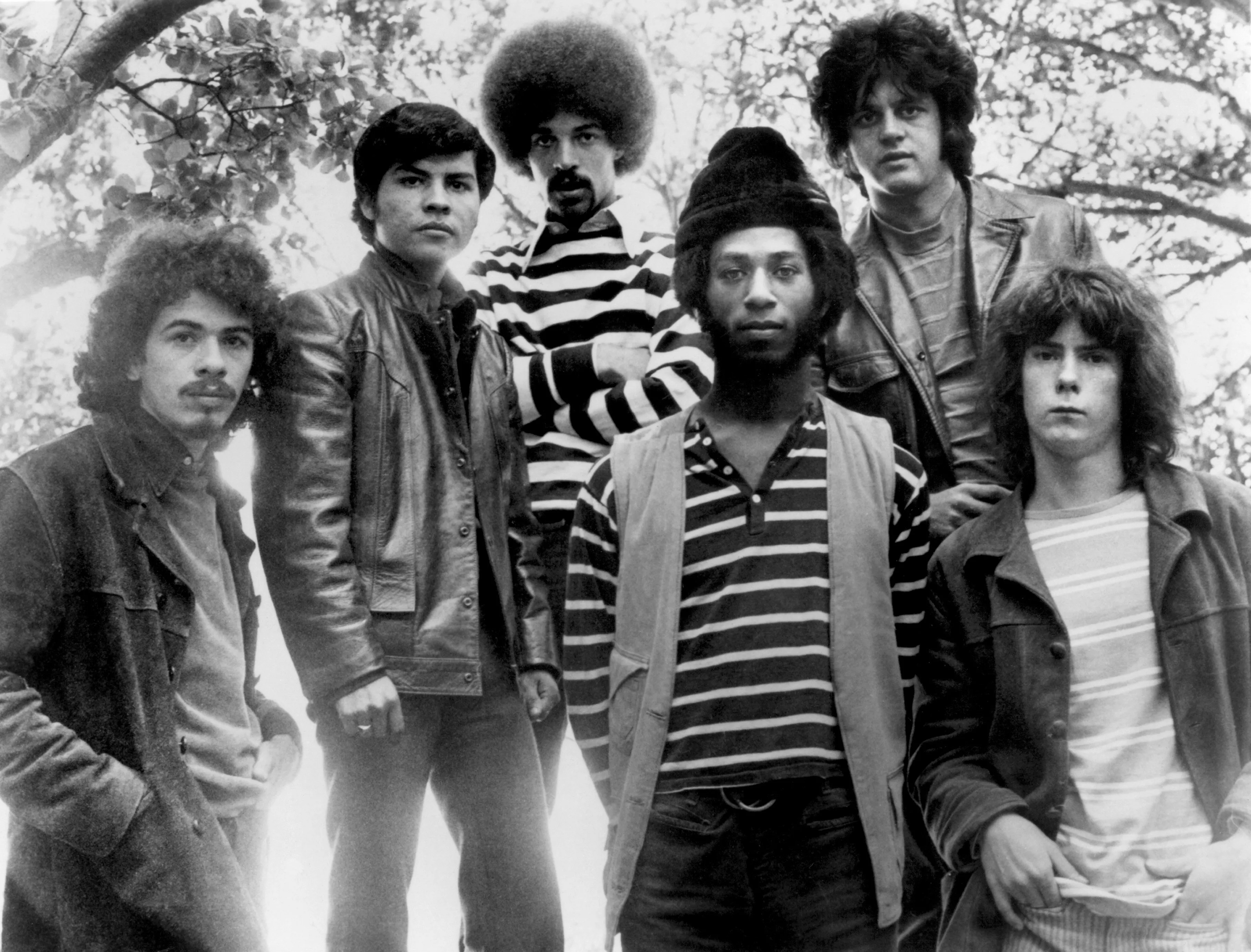
I Santana nel 1969 al Festival di Woodstock

## Descrizione
Nell'arco di circa tre anni di esibizioni, quella che era stata originariamente una formazione in prevalenza votata al blues elettrico, come già dimostrava la sua denominazione originale ("Santana Blues Band"), si evolse in una band seminale del cosiddetto latin rock, dopo alcuni cambi di formazione e l'ingresso in pianta stabile dei due percussionisti centroamericani Mike Carabello e José Chepito Areas. Con questo nuovo assetto il gruppo entrò per la prima volta in sala di registrazione.
Si tratta di un lavoro in gran parte strumentale, nel quale il complesso conserva prevalentemente le sue origini di band, dalle strutture musicali basate su improvvisazioni free-form. Questo approccio esecutivo si era sviluppato progressivamente nelle loro già al tempo numerose esibizioni dal vivo, dove prevalevano le jam, mutuate dal jazz.
Assume un ruolo predominante nelle sonorità l'organo Hammond suonato da Gregg Rolie, che domina le atmosfere della maggior parte dei brani e si amalgama alla perfezione con le vibranti sezioni di chitarra e percussioni. In alcune composizioni invece è il piano a fare da sostituto. Su suggerimento del manager Bill Graham, il complesso aveva iniziato a scrivere canzoni più convenzionali, per ottenere un maggior impatto sul pubblico, ma in questo esordio riesce a mantenere l'essenza improvvisativa della sua musica.
Il long playing è il primo dei due album omonimi alla band, l'altro è Santana III, pubblicato nel 1971.

## Accoglienza

### Critica
Nonostante il grande successo che riscosse, l'album ottenne recensioni contrastanti da parte della critica musicale.
Infatti, ad esempio, Rolling Stone stroncò Santana, declassandolo a "un capolavoro di tracce vuote" e "una delizia per i fanatici della velocità: musica veloce, martellante e frenetica senza alcun contenuto reale". Paragonò l'effetto della musica dei Santana alla metanfetamina, che "dà un'euforia senza significato, senza profondità", e addirittura trovò il modo di suonare di Carlos Santana e di Gregg Rolie "ripetitivo, monotono e incompetente".
Lo stesso valse per il critico del Village Voice Robert Christgau, che nella sua recensione dell'11 dicembre 1969 non apprezzò affatto il disco e lo definì "un sacco di rumore".
Completamente diversa sarebbe stata la recensione scritta poi nel 2012 da Rolling Stone, che rivalutò a tal punto il disco da inserirlo nella sua lista dei 500 migliori album di sempre.

## Successo commerciale
Nonostante le ampie critiche negative, l'album divenne presto un "major release", ovvero un successo commerciale che vendette oltre due milioni di copie soltanto nel solo primo anno di pubblicazione. Tale successo sfociò in seguito alla popolarità raggiunta dalla band nella sua esibizione al celebre Festival di Woodstock del 1969.
Il quinto singolo estratto dall'album, Jingo, nonostante fosse il più promettente brano del disco, non riuscì a suscitare molto interesse nei media quando venne pubblicato come singolo, fatta eccezione per le Fiandre, in Belgio, dove il brano rimase in prima posizione per tre settimane e nei Paesi Bassi in quarta.
Evil Ways, il secondo singolo tratto dall'album, si rivelò inaspettatamente il maggiore successo dell'intero disco. Infatti, appena venne pubblicato, il 30 dicembre 1969, entrò nella classifica Billboard Hot 100 degli USA: fu proprio lo stesso Graham a consigliare ai Santana di incidere quest'ultimo brano, in origine pubblicato dal percussionista portoricano Willie Bobo nel 1967.
Nel complesso, il disco raggiunse la posizione numero 4 nella classifica Billboard 200, dove rimase per due settimane, e la numero 5 nei Paesi Bassi.
Santana venne certificato due volte disco di platino negli Stati Uniti.

## Riconoscimenti
Nel 2012 la rivista Rolling Stone ha classificato l'album al 149º posto nella lista dei 500 migliori album secondo Rolling Stone.

## Tracce

### LP
Lato A
1. Waiting – 4:07 (Santana Band)
2. Evil Ways – 4:00 (Jimmy Zack)
3. Shades of Time – 3:14 (Santana Band)
4. Savor – 2:46 (Santana Band)
5. Jingo – 4:23 (Aaron Copland)

Lato B
1. Persuasion – 2:37 (Santana Band)
2. Treat – 4:46 (Santana Band)
3. You Just Don't Care – 4:37 (Santana Band)
4. Soul Sacrifice – 6:38 (Santana Band)

- Brano: Evil Ways erroneamente accreditato a Jimmy Zack in realtà scritto da Sonny Henry
- Brano: Jingo erroneamente accreditato a Aaron Copland in realtà scritto da Babatunde Olatunji

### CD
Edizione CD del 1998, pubblicato dalla Columbia/Legacy Records (CK 65489)
1. Waiting – 4:03 (Santana Band)
2. Evil Ways – 3:57 (Jimmy Zack)
3. Shades of Time – 3:14 (Santana Band)
4. Savor – 2:47 (Santana Band)
5. Jingo – 4:21 (Aaron Copland)
6. Persuasion – 2:33 (Santana Band)
7. Treat – 4:43 (Santana Band)
8. You Just Don't Care – 4:34 (Santana Band)
9. Soul Sacrifice – 6:37 (Santana Band)
10. Savor – 5:27 (Santana Band) – Traccia bonus - Registrato dal vivo al Festival di Woodstock sabato, 16 agosto, 1969
11. Soul Sacrifice – 11:39 (Santana Band) – Traccia bonus - Registrato dal vivo al Festival di Woodstock sabato, 16 agosto, 1969
12. Fried Neckbones – 7:13 (Willie Bobo, Melvin Lastie) – Traccia bonus - Registrato dal vivo al Festival di Woodstock sabato, 16 agosto, 1969

Edizione doppio CD del 2004 dal titolo Santana I - Legacy Edition, pubblicato dalla Columbia Records (C2K90272)
CD 1
1. Waiting – 4:03 (Carlos Santana, Gregg Rolie, Chepito Areas, David Brown, Michael Carabello, Michael Shrieve)
2. Evil Ways – 3:57 (Sonny Henry)
3. Shades of Time – 3:14 (Gregg Rolie, Carlos Santana)
4. Savor – 2:47 (Chepito Areas, David Brown, Michael Carabello, Gregg Rolie, Carlos Santana, Michael Shrieve)
5. Jingo – 4:21 (Babatunde Olatunji)
6. Persuasion – 2:33 (Chepito Areas, David Brown, Michael Carabello, Gregg Rolie, Carlos Santana, Michael Shrieve)
7. Treat – 4:43 (Chepito Areas, David Brown, Michael Carabello, Gregg Rolie, Carlos Santana, Michael Shrieve)
8. You Just Don't Care – 4:34 (Chepito Areas, David Brown, Michael Carabello, Gregg Rolie, Carlos Santana, Michael Shrieve)
9. Soul Sacrifice – 6:37 (David Brown, Marcus Malone, Gregg Rolie, Carlos Santana)
10. Savor (Alternate Take 2) – 2:56 (Chepito Areas, David Brown, Michael Carabello, Gregg Rolie, Carlos Santana, Michael Shrieve) – Traccia bonus - Brano inedito di studio dalla sessione di registrazione del primo album
11. Soul Sacrifice (Alternate Take 4) – 8:48 (David Brown, Marcus Malone, Gregg Rolie, Carlos Santana) – Traccia bonus - Brano inedito di studio dalla sessione di registrazione del primo album
12. Studio Jam #2 – 7:09 (Chepito Areas, David Brown, Michael Carabello, Gregg Rolie, Carlos Santana, Michael Shrieve) – Traccia bonus - Brano inedito di studio dalla sessione di registrazione del primo album

- Brani bonus: 10, 11 e 12 con nuovi mixaggi effettuati il 23 luglio 2004 da Joe Lizzi

CD 2
1. Fried Neck Bones – 7:40 (Willie Bobo, Melvin Lastie) – Versione inedita del brano dalla sessione di registrazione del primo album, prodotto da Dave Rubinson, registrato nel gennaio 1969
2. Soul Sacrifice – 9:04 (David Brown, Marcus Malone, Gregg Rolie, Carlos Santana) – Versione inedita del brano dalla sessione di registrazione del primo album, prodotto da Dave Rubinson, registrato nel gennaio 1969
3. Persuasion (Brano inedito) – 3:50 (Chepito Areas, David Brown, Michael Carabello, Gregg Rolie, Carlos Santana, Michael Shrieve) – Versione inedita del brano dalla sessione di registrazione del primo album, prodotto da Dave Rubinson, registrato nel gennaio 1969
4. Treat – 6:48 (Chepito Areas, David Brown, Michael Carabello, Gregg Rolie, Carlos Santana, Michael Shrieve) – Versione inedita del brano dalla sessione di registrazione del primo album, prodotto da Dave Rubinson, registrato nel gennaio 1969
5. Shades of Time – 2:26 (Gregg Rolie, Carlos Santana) – Versione inedita del brano dalla sessione di registrazione del primo album, prodotto da Dave Rubinson, registrato nel gennaio 1969
6. Jingo – 5:15 (Babatunde Olatunji) – Versione inedita del brano dalla sessione di registrazione del primo album, prodotto da Dave Rubinson, registrato nel gennaio 1969
7. Waiting (Brano inedito) – 4:44 (Carlos Santana, Gregg Rolie, Chepito Areas, David Brown, Michael Carabello, Michael Shrieve) – Live at Woodstock, 16 agosto 1969
8. You Just Don't Care (Brano inedito) – 4:56 (Chepito Areas, David Brown, Michael Carabello, Gregg Rolie, Carlos Santana, Michael Shrieve) – Live at Woodstock, 16 agosto 1969
9. Savor – 5:25 (Chepito Areas, David Brown, Michael Carabello, Gregg Rolie, Carlos Santana, Michael Shrieve) – Live at Woodstock, 16 agosto 1969
10. Jingo (Brano inedito) – 5:14 (Babatunde Olatunji) – Live at Woodstock, 16 agosto 1969
11. Persusion (Brano inedito) – 3:05 (Chepito Areas, David Brown, Michael Carabello, Gregg Rolie, Carlos Santana, Michael Shrieve) – Live at Woodstock, 16 agosto 1969
12. Soul Sacrifice – 11:49 (David Brown, Marcus Malone, Gregg Rolie, Carlos Santana) – Live at Woodstock, 16 agosto 1969
13. Fried Neckbones – 7:13 (Willie Bobo, Melvin Lastie) – Live at Woodstock, 16 agosto 1969

## Formazione
- Dave Brown – basso elettrico
- Mike Carabello – congas, percussioni
- Mike Shrieve – batteria
- Carlos Santana – chitarra, canto
- Gregg Rolie – organo, pianoforte, canto
- José Chepito Areas – timbales, congas, percussioni

## Collaboratori
- Albert Gianquinto – arrangiamenti

## Crediti tecnici
- Brent Dangerfield e Santana – produttori
- Registrato e mixato al Pacific Recording Studios di San Mateo, California
- Bob "Deputy Dog" Breault - ingegnere del suono
- Eric "Gentle Ben" Prestidge - ingegnere del suono
- Lee Conklin – artwork
- Stan Marcum - management
- Jim Marshall - fotografia[23]

## Classifica
Album
| Anno | Classifica                       | Posizione raggiunta |
| ---- | -------------------------------- | ------------------- |
| 1969 | Billboard 200                    | 4                   |
| 1970 | Billboard Top R&B/Hip-Hop Albums | 13                  |
| 1969 | Dutch Charts                     | 5                   |
| 1970 | Official Albums Chart            | 34                  |